# Пол Вайц
Пол Джон Вайц (собственото име на английски фамилията на немски  Paul John Weitz, също Уайц), роден през 1965 г. в Ню Йорк, САЩ е номиниран за Наградите на филмовата академия на САЩ за най-добър сценарист и режисьор.

## Биография
Вайц е син на актрисата Сюзан Конър и романиста и същевременно моден дизайнер от немски произход Джон Вайц. Той израства в Ню Йорк и се записва в The Collegiate School за момчета. След като завършва, заминава за университета Уеслиън, където написва пиесата Mango Tea.
Първият сериозен успех за Вайц е когато режисира тийн комедията Американски пай (American Pie) заедно с брат си Крис. През 2002 г. той режисира и участва в написването на сценария за филма About A Boy, който му спечелва номинация за Наградите на филмовата академия на САЩ за Най-добра адаптация. Вайц сам е режисирал два филма – In God Company и Американски мечти (American Dreamz). Следващият филм на режисьора ще бъде адаптация по романа за деца на Дарън Шоун Cirque du Freak. Заедно с брат си планират да продуцират потенциална трилогия, базирана сагата Elric от Майкъл Муркок.